# Nothophryne broadleyi
Nothophryne broadleyi är en groddjursart som beskrevs av John C. Poynton 1963. Nothophryne broadleyi ingår i släktet Nothophryne och familjen Pyxicephalidae. IUCN kategoriserar arten globalt som starkt hotad. Inga underarter finns listade i Catalogue of Life.
Året 2018 blev med Nothophryne unilurio ytterligare en art i samma släkte beskriven.